# Skepperiella populi
Skepperiella populi är en svampart som beskrevs av Singer 1963. Skepperiella populi ingår i släktet Skepperiella och familjen Marasmiaceae.   Inga underarter finns listade i Catalogue of Life.